# Suwaluh
Suwaluh is een bestuurslaag in het regentschap Tulungagung van de provincie Oost-Java, Indonesië. Suwaluh telt 2174 inwoners (volkstelling 2010).